# مرز ایران–ترکیه

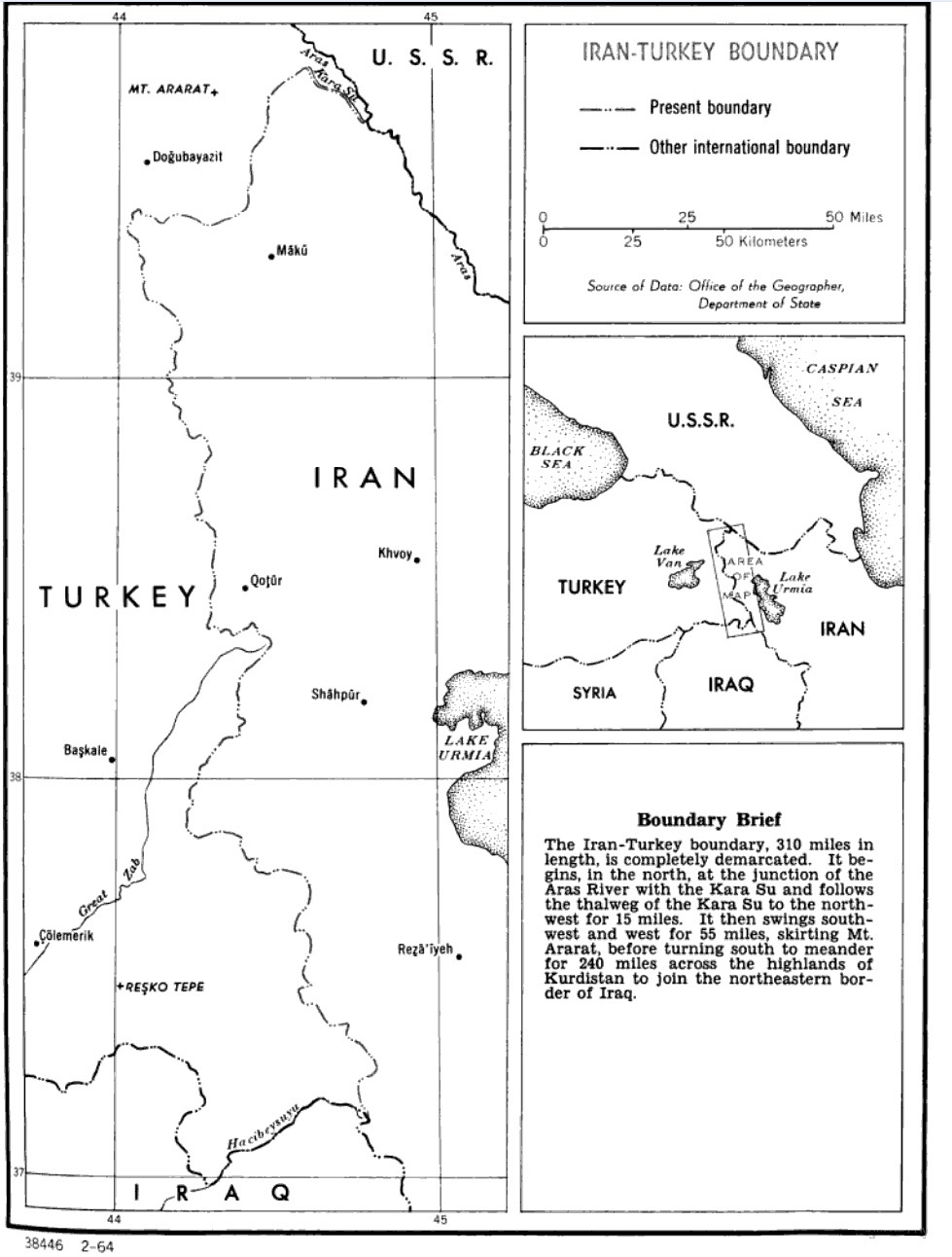
نقشه مرز ایران–ترکیه

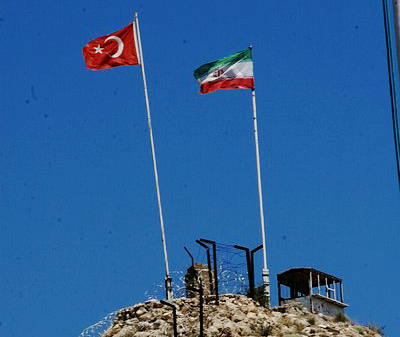
گذرگاه مرزی بازرگان

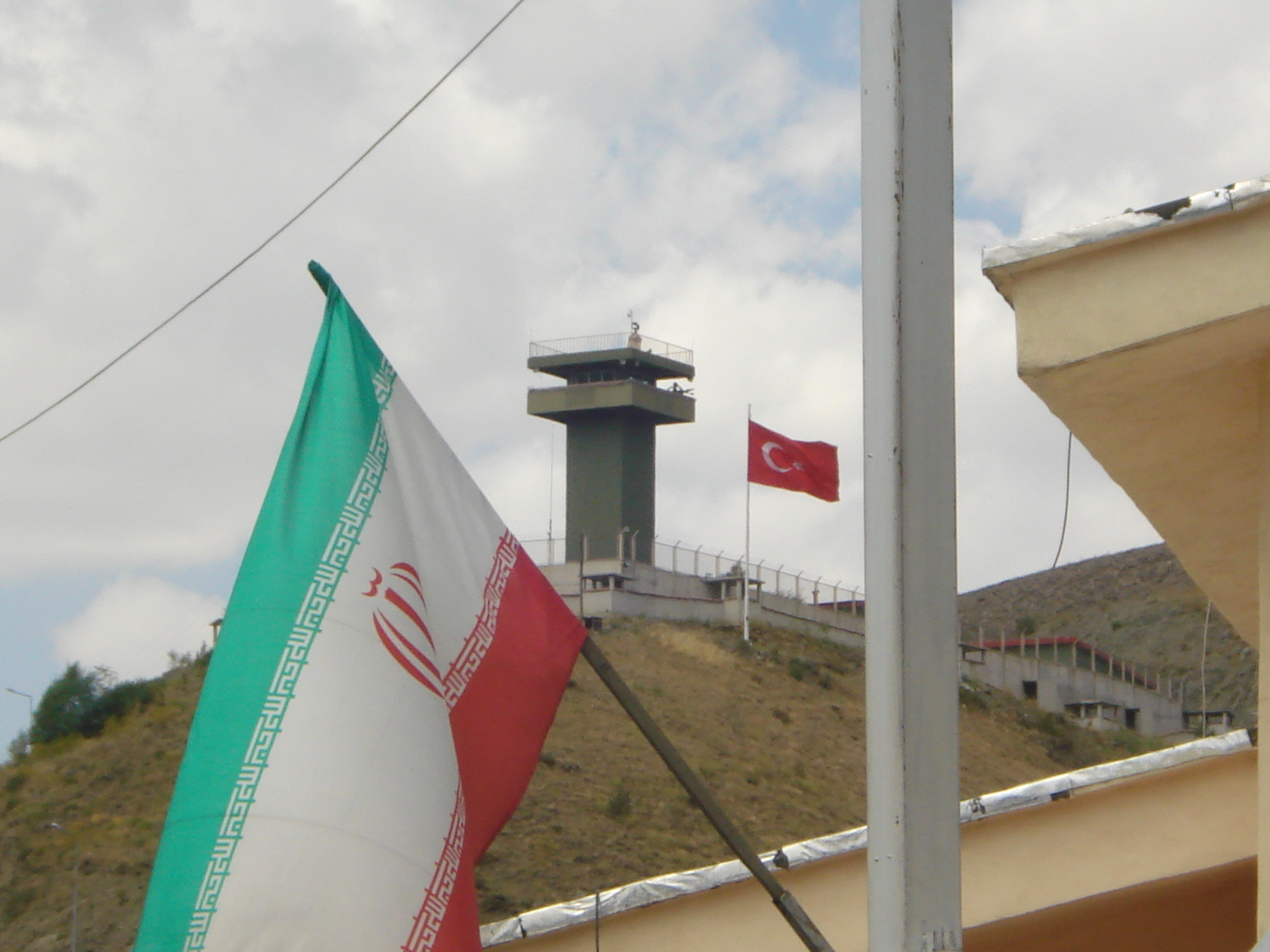
گذرگاه رازی در خط مرزی ایران و ترکیه

مرز ایران–ترکیه (ترکی استانبولی: İran–Türkiye sınırı) ۵۳۴ کیلومتر (۳۳۲ مایل) طول دارد و در شرق ترکیه و شمال‌غربی ایران قرار دارد. در منتهی‌الیه شمالی آن جمهوری آذربایجان قرار دارد و در منتهی‌الیه جنوبی با عراق هم‌مرز است.
شالوده مرز ایران و ترکیه در سال ۱۰۴۹ هجری قمری (۱۶۳۹ میلادی) طی عهدنامه زهاب بنیان نهاده شد و به جنگ‌های ۱۵۰ ساله دودمان صفویان و امپراتوری عثمانی که عمدتاً بر سر اراضی مرزی بود خاتمه داد. البته این موضوع به معنای پایان اختلافات مرزی نبود، اما قرارداد زهاب از یک دیدگاه واجد اهمیت خاص است، زیرا برای اولین بار از حدود مناطق مرزی دو کشور صحبت به میان آمد، هرچند مرز دو کشور به‌طور دقیق مشخص نشد. توافق نهایی و کامل بر پایه رضایت دو طرف تا زمان دودمان پهلوی و جمهوری ترکیه طول کشید.
خط مرزی ایران و ترکیه، شامل سه گذرگاه مرزی در استان آذربایجان غربی می‌باشد. گذرگاه مرزی بازرگان، گذرگاه مرزی رازی که خط آهن نیز از آن می‌گذرد و نزدیک‌ترین مسیر برای رفتن به شهر وان از شهر خوی است و گذرگاه مرزی سرو که نزدیک شهر ارومیه است.
ایران و ترکیه ۵۰۰ کیلومتر مرز مشترک دارند که قسمت اعظم آن را مناطق کوهستانی صعب‌العبور تشکیل می‌دهد و چهار استان آغری، ایگدیر، وان و حاکاری از ترکیه با استان آذربایجان غربی ایران هم‌مرز هستند.

## تاریخچه
قدمت این سرحد به عهدنامه زهاب یا عهدنامه قصر شیرین برمی‌گردد که بین امپراتوری عثمانی و دولت صفوی در ۱۷ مه ۱۶۳۹ میلادی در شهر قصر شیرین عقد شد. این پیمان‌نامه به جنگی که از سال ۱۶۲۳ آغاز شده بود و همچنین به مبارزات ۱۵۰ ساله دو کشور که بیشتر بر سر اختلافات ارضی صورت می‌گرفت، پایان داد. این پیمان با شرط پیوستن ایروان در قفقاز جنوبی به ایران و پیوستن تمام سرزمین‌های میان‌رودان (دربرگیرندهٔ بغداد) به عثمانی انجام گرفت. با این حال این پیمان‌نامه پایان اختلافات مرزی میان ایران و عثمانی نبود. در زمان فتحعلی شاه اختلافات مرزی باعث شد نخستین عهدنامه ارز روم در ژولای سال ۱۸۲۳ منعقد شود اما نتوانست چاره‌ای مناسب برای درگیری‌های مرزی قبلی تعیین کند.
بعد از عهدنامه اخیر تا اواخر سلطنت محمدشاه گفتگوی مهمی در امر مرزهای دو کشور انجام نشد تا در سال ۱۲۵۳ موقعی که دولت ایران در محاصره هرات و تسخیر آنجا سرگرم بود، به‌واسطه غارت خرمشهر به دست علیرضا پاشا (۲۳ رجب ۱۲۵۴) و ادعای وی مبنی بر تعلق آنجا به دولت عثمانی، گفتگوی مرزی مابین دو کشور شروع گردید و پس از آنکه نزدیک بود کار به جنگ منجر شود، دولت‌های روس و انگلیس دخالت کرده قرار گذاشتند کمیسیونی مرکب از مأمورین ایران و عثمانی و روس و انگلیس در ارزنةالروم منعقدشده دعاوی طرفین و ادعای پنج کرور خسارتی که دولت ایران از بابت محمره (خرمشهر فعلی) مطالبه می‌نمود تسویه نمایند.
دولت ایران میرزا تقی‌خان وزیر نظام (بعد امیرکبیر لقب یافت) را به سمت نمایندگی و دولت عثمانی انور افندی را انتخاب کرد. در سال ۱۲۵۹ هجری مأمورین دولت‌های چهارگانه که مرکب بودند از نمایندگان ایران و عثمانی و انگلیس و روس در ارزنةالروم جمع شده و بعد از مذاکرات طولانی در تاریخ ۱۶ جمادی‌الثانی ۱۲۶۳ برابر با ۳۱ مه ۱۸۴۷ دومین عهدنامه ارزنةالروم مابین محمدشاه و سلطان عبدالحمید توسط میرزا تقی‌خان وزیر نظام و انور افندی به امضا رسید.
طبق این عهدنامه، مناطق مورد اختلاف میان دو امپراتوری میان آنها تقسیم شد. اما به‌دلیل غیر دقیق بودن، انجام این اقدام تا سال ۱۹۱۴ بطول انجامید. به‌موجب عهدنامهٔ دوم ارزروم دولت ایران پذیرفت که از ادعای خود در رابطه با مناطق غربی زهاب (مندلی، نفتخانه و خانقین) دست برداشته و نیز حاکمیت عثمانی را بر سلیمانیه به رسمیت بشناسد و نسبت به آن ادعایی نداشته باشد. همچنین عثمانی نیز تعهد کرد حق کشتیرانی ایران بر اروندرود را به رسمیت بشناسد. علاوه بر این بنا شد که حدود مرزی دو کشور تعیین شود ولی با وجود برگزاری سه نشست توافقی به عمل نیامد. پس از کش و قوس فراوان و کارشکنی‌های بی‌پایان عثمانی، در نهایت در سال ۱۹۱۳ پروتکلی راجع به تحدید حدود امضا گردید که مبنای تعیین دقیق مرزها گردید.

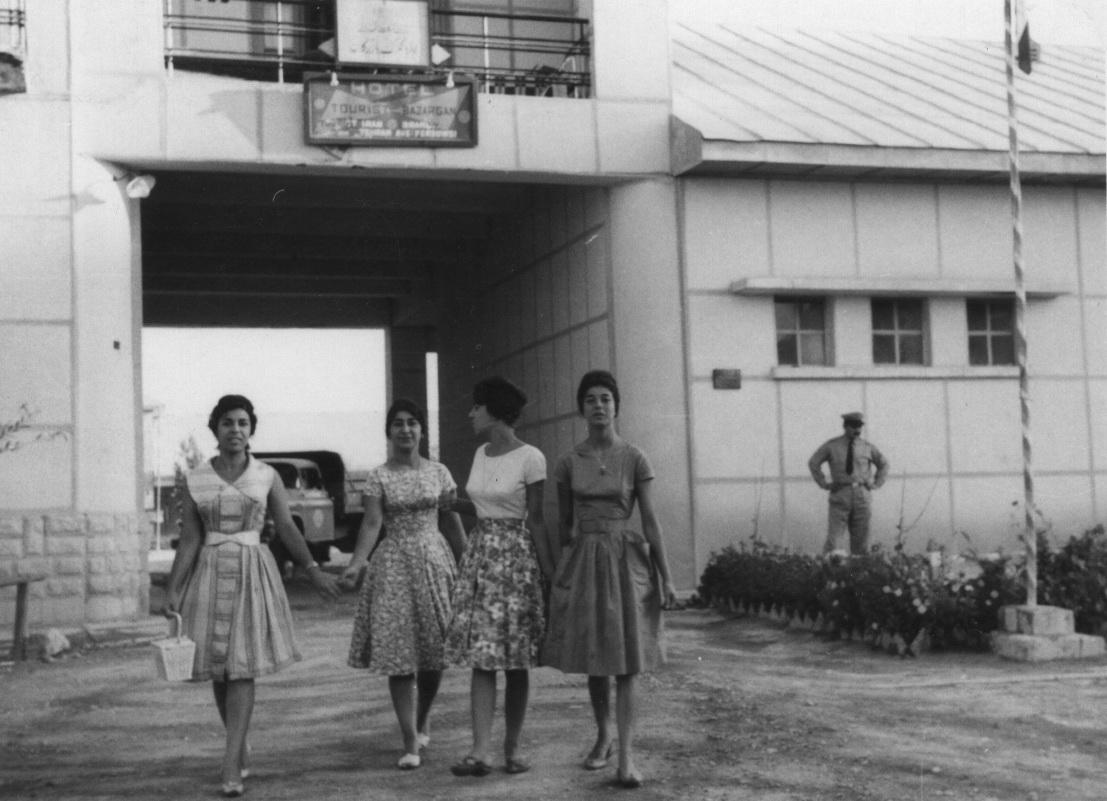
گمرک بازرگان در دههٔ ۵۰ میلادی

## گذرگاه‌ها

### گذرگاه مرزی بازرگان
مرز بازرگان از مهم‌ترین نقاط گمرک ایران است و در فاصلهٔ یک کیلومتری شهر بازرگان واقع در شهرستان ماکو در استان استان آذربایجان غربی قرار دارد. این گمرک در سال ۱۳۰۵ ساخته شده است. نام این گذرگاه از طرف کشور ترکیه «مرز گوربولاغ» می‌باشد. در سال ۱۳۱۸ به دلیل افزایش میزان مبادلات و مسافران، قرارداد احداث ساختمان مشترک گمرکات ایران و ترکیه کنار یکدیگر و در نقطه صفر مرزی به صورت مشابه منعقد گردید و به علت وقوع جنگ جهانی دوم در سال ۱۳۲۰ ساختمان گمرک ایران که نیمه تمام باقی مانده بود در طی سالهای ۱۳۲۵ تا ۱۳۲۷ ساخته شده و گمرک بازرگان در همان محل شروع به کار کرد. در سالهای ۱۳۲۸ تا ۱۳۷۷ نیز ساختمانهای جدید، انبارها و منازل مسکونی و تأسیسات مورد نیاز احداث شد، در سال ۱۳۶۴ ساختمانهای اداری گمرک بازرگان به مساحت ۴۴۱۸ مترمربع و در ۴ طبقه با زیر بنای ۹۱۱۹ مترمربع ساخته شد.

### گذرگاه مرزی رازی
مرز رازی خوی یا گمرک رازی خوی در بخش قطور واقع در شهرستان خوی در فاصله ۷۵ کیلومتری شهر خوی و ۵ کیلومتری شهر قطور قرار دارد. این مسیر به لحاظ مسافت و امنیت راه‌ها (امنیت جاده‌ای و امنیت نظامی) مسیر امنی می‌باشد. کسانی که بنا به دلایل تجاری و سیاحتی، قصد سفر به شهر وان ترکیه را دارند، مرز زمینی رازی به لحاظ امنیت و مسافت کوتاه‌تر به وان توصیه می‌شود. تا قبل از جنگ چالدران شهرهای وان تا دیار بکر از اراضی ایران بود؛ که پس از شکست ایران در جنگ چالدران این مناطق از ایران جدا شده و جزو قلمرو امپراتوری عثمانی محسوب گردیدند. به علت دوستی شدید و عقاید مشترک سیاسی بین آتاترک و رضا شاه، هر دو رهبر مصمم به ارتقای روابط سیاسی و اقتصادی خود گردیدند؛ بنابراین راه‌آهن ایران را رضا شاه به راه‌آهن ترکیه از طریق مرز رازی متصل نمود.

### گذرگاه مرزی سرو
گذرگاه مرزی سرو از شهر ارومیه (مرکز استان آذربایجان غربی) ۶۰ کیلومتر فاصله دارد و برخلاف مرز رازی که فقط امکان عبور سواری دارد، برای گذر تمام وسایل نقلیه (سواری – اتوبوس – کامیون و تریلی) استفاده شده و در تمام ساعات شبانه روز فعال است و اولین شهر بعد از مرز شهر کوچک یوکسک اوا است که ۴۰ کیلومتری با مرز فاصله دارد شهر یوکسک اوا فرودگاه هم دارد که می‌تواند برای پروازهای داخلی ترکیه مورد استفاده قرار گیرد. فاصله وان از مرز سرو ۲۴۰ کیلومتر است.

## شهرها و نقاط مرزی

### ایران
- ماکو
- قطور (خوی)
- چالدران
- سلماس
- بردوک

### ترکیه
- دغوبایزید، آغری
- کاپکوی، وان
- گوربولاک، آغری
- سارای، وان
- بگروپک
- آتلیلار
- اسندره، حکاری (منطقه)
- آرالیک، ایغدیر

## دیوار مرزی و پایش دیجیتال
در دی‌ماه سال ۱۳۹۵، رجب طیب اردوغان، رئیس‌جمهوری ترکیه، از قصد حکومت ترکیه برای ساخت دیوار امنیتی در مرز با ایران و نیز مرز این کشور با عراق خبر داده‌بود. اعلام خبر احداث این دیوار در مرز ترکیه با ایران با واکنش مثبت حکومت ایران روبرو شد. در ۱۷ مرداد ۱۳۹۶ حکومت ترکیه از ساخت دیوار بتنی در مرز مشترک ایران و ترکیه خبر داد و اعلام کرد که احداث این دیوار با هدف برخورد با اعضا و شبه‌نظامیان حزب کارگران کردستان انجام می‌شود. علاوه بر این حکومت ایران نیز برای پایش و نظارت مستمر و تصویری در مرز ایران و ترکیه، تجهیزات اپتیکی، الکترونیکی، پهپادی و خودروهای عملیاتی سبک را به کار گرفته است.